# 伊勢國
伊勢國（日语：〔〕／ Isenokuni */?），日本古代的令制國之一，屬東海道，又稱勢州。伊勢國的領域大約為現在三重縣的中央大部份，即扣除東部的志摩半島、西部的上野盆地及南部的熊野地方東隅。

## 郡
- 桑名郡
- 員辨郡
- 朝明郡
- 三重郡
- 鈴鹿郡
- 河曲郡
- 奄藝郡
- 安濃郡
- 一志郡
- 飯高郡
- 飯野郡
- 多氣郡
- 度會郡

## 相關項目
- 日本令制國列表
- 伊勢崎市
- 伊勢號戰艦
- 伊勢號護衛艦